# Dominik Kozma
Dominik Kozma (Dunfermline, Reino Unido, 10 de abril de 1991) es un deportista húngaro que compitió en natación.
Ganó una medalla de bronce en el Campeonato Mundial de Natación de 2017, cuatro medallas en el Campeonato Europeo de Natación, en los años 2012 y 2014, y una medalla de bronce en el Campeonato Europeo de Natación en Piscina Corta de 2013.
Participó en cuatro Juegos Olímpicos de Verano, entre los años 2008 y 2020, ocupando el quinto lugar en Londres 2012, en la prueba de 4 × 100 m estilos.

## Palmarés internacional
| Campeonato Mundial                  | Campeonato Mundial  | Campeonato Mundial | Campeonato Mundial |
| Año                                 | Lugar               | Medalla            | Prueba             |
| ----------------------------------- | ------------------- | ------------------ | ------------------ |
| 2017                                | Budapest (Hungría)  | Medalla de bronce  | 4 × 100 m libre    |
| Campeonato Europeo                  |                     |                    |                    |
| Año                                 | Lugar               | Medalla            | Prueba             |
| 2012                                | Debrecen (Hungría)  | Medalla de bronce  | 200 m libre        |
| 2012                                | Debrecen (Hungría)  | Medalla de bronce  | 4 × 200 m libre    |
| 2012                                | Debrecen (Hungría)  | Medalla de bronce  | 4 × 100 m estilos  |
| 2014                                | Berlín (Alemania)   | Medalla de bronce  | 4 × 100 m estilos  |
| Campeonato Europeo en Piscina Corta |                     |                    |                    |
| Año                                 | Lugar               | Medalla            | Prueba             |
| 2013                                | Herning (Dinamarca) | Medalla de bronce  | 200 m libre        |